# دانييلي فيكانيا
دانييلي فيكانيا (بالإيطالية: Daniele Ficagna) (مواليد 21 فبراير 1981 في برينديزي - إيطاليا) لاعب كرة قدم إيطالي يلعب حاليا لصالح نادي الدرجة الأولى سيينا الإيطالي منذ 2007 في مركز الظهير الأيمن كما يجيد اللعب في مركز قلب الدفاع .

## روابط خارجية
- دانييلي فيكانيا على موقع إي إس بي إن إف سي (الإنجليزية)
- دانييلي فيكانيا على موقع قاعدة بيانات كرة القدم.إي يو (الإنجليزية)
- دانييلي فيكانيا على موقع Soccerway.com (الإنجليزية)
- دانييلي فيكانيا على موقع عالم كرة القدم.نت (الإنجليزية)